# Apartamentos Lake Shore Drive
Los apartamentos 860-880 de Lake Shore Drive son un conjunto de dos edificios residenciales gemelos situados en el tramo norte de Lake Shore Drive, a orillas del lago Míchigan, en Chicago, Illinois. Las torres, de 82 metros y 26 plantas, fueron diseñadas por el arquitecto Ludwig Mies van der Rohe en 1949, y recicbieron el apodo de Glass House Apartments (Apartamentos Casa de Cristal). La construcción corrió a cargo del promotor Herbert Greenwald, y la Sumner S. Sollitt Company.
Los edificios no fueron muy admirados en el momento en que fueron construidos, no obstante, pasaron a ser el prototipo de rascacielos de acero y vidrio en todo el mundo. Los Lake Shore Drive Apartments encarnan un tono moderno con su verticalidad, mallas de acero y muros cortina de vidrio (característicos de los rascacielos de Mies), y completa ausencia de ornamentación. Desde que Mies se convirtió en maestro de la composición minimalista su principio fue menos es más, como se demuestra en su autoproclamada arquitectura de "huesos y piel".

## Historia

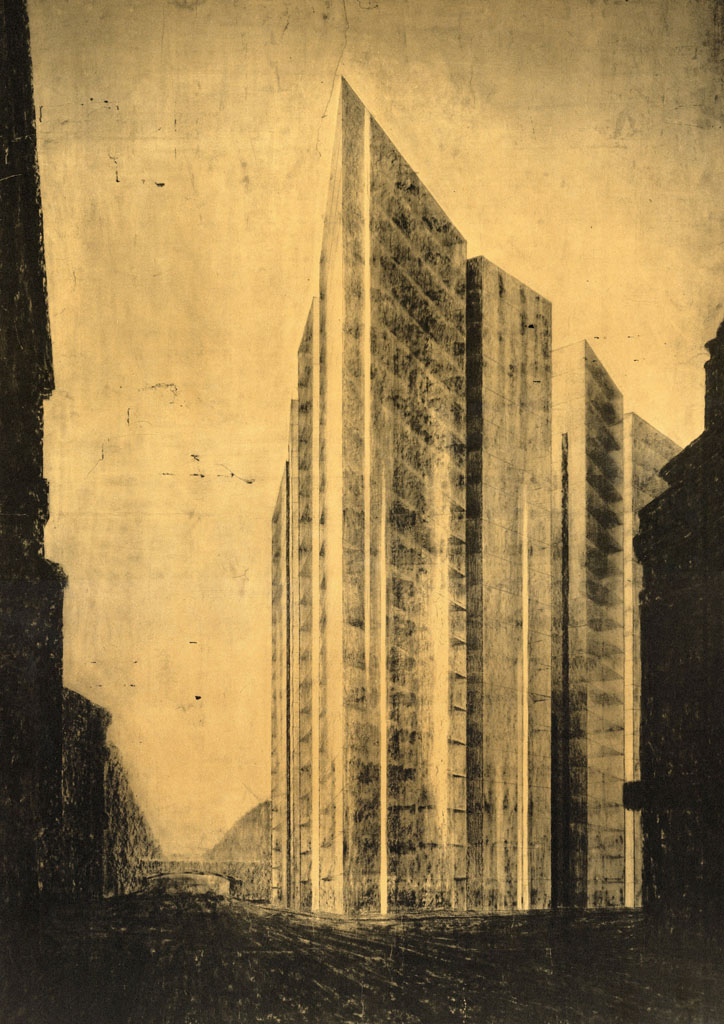
Propuesta de rascacielos para la Friedrichstraße de Berlín, dibujo a carboncillo del propio autor de 1921, tal y como se mostró en una exposición del MoMA en 1947.

La idea de realizar un rascacielos de vidrio fue presentada por primera vez por Mies van der Rohe en 1921 para la construcción de un edificio de oficinas en la Friedrichstraße de Berlín. Concebido íntegramente en vidrio y con un esqueleto estructural claramente expresado, rompía con la tradición maciza de la arquitectura berlinesa de posguerra y exploraba la transparencia, la diafanidad espacial y la honestidad constructiva como valores centrales. Aunque nunca llegó a materializarse, anticipó el lenguaje arquitectónico que décadas más tarde cristalizaría en los apartamentos de Lake Shore Drive.
Inicialmente, fue difícil adquirir la financiación para el proyecto, rechazado por compañías como Baird & Warner, que consideraban el diseño demasiado extremo. Los edificios fueron finalmente construidos entre 1948 y 1951 por el promotor Herbert Greenwald, quien ya había trabajado con Mies en la construcción de los Apartamentos Promontory, situados al sur de Chicago. Curiosamente, Greenwald había rechazado previamente un diseño similar a los apartamentos de Lake Shore Drive para este edificio.
A pesar de ser inicialmente recibidos con escepticismo, pronto fueron reconocidos como un modelo de modernidad: en 1957 la revista Life los destacó como obras maestras de la arquitectura y en pocos años se convirtieron en referente para promotores y arquitectos. Su influencia fue decisiva en la consolidación del Estilo Internacional en Estados Unidos y, más concretamente, en la proliferación de torres de acero y vidrio que transformaron el skyline de Chicago y de muchas ciudades norteamericanas en la posguerra.

## Controversia

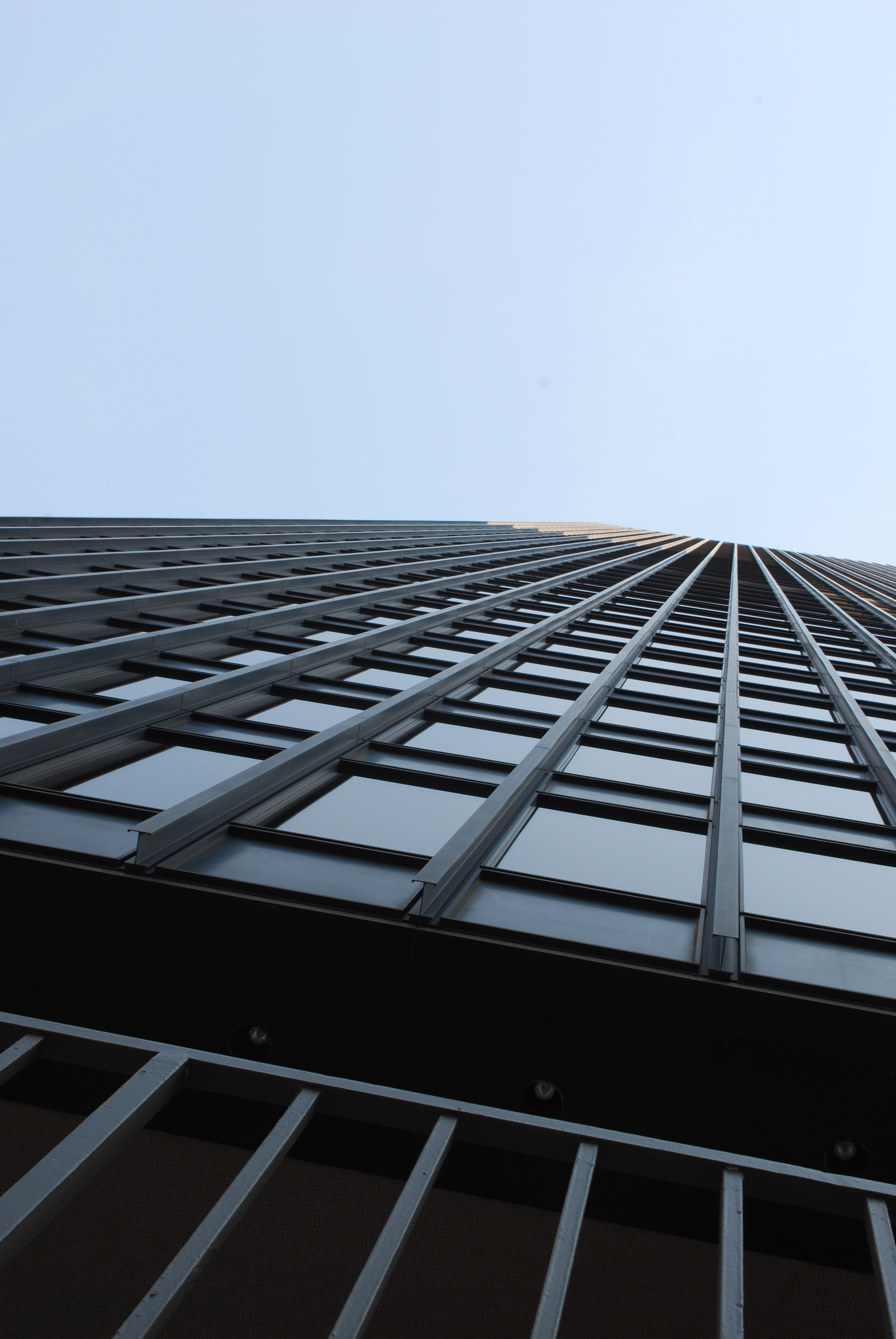
Los discutidos parteluces.

Este edificio, como otras muchas de sus estructuras de gran altura en Chicago, causó controversia en la comunidad minimalista más purista debido a los maineles o parteluces.[cita requerida] Mies es aclamado como el padre del "menos es más", no obstante, los Lake Shore Drive Apartments están cubiertos de perfiles verticales doble T sin función alguna. Mies explica que los maineles no violan su filosofía del menos es más en una entrevista en 1960: "Para mí, la estructura es algo como la lógica. Es la mejor manera de hacer las cosas y expresarlas". Los maineles de sus edificios reflejan la estructura interna y por lo tanto dan verdad a la estética del edificio. La idea de la verdad en arquitectura es acorde a los principios de la estética del Estilo Internacional como se enseñaba en la Bauhaus.

## Renovaciones
El estudio Krueck & Sexton Architects de Chicago se encargó de renovar las torres. En colaboración con ellos estaban los arquitectos de conservación, Harboe Architects, junto con la firma de análisis forense y estructural Wiss, Janney, Elstner Associates, Inc. Este equipo tenía por objetivo llevar a cabo las renovaciones prioritarias para los edificios. Las renovaciones precedentes habían partido de la exactitud histórica de las torres. Los arquitectos debían restaurar el distorsionado esquema de luces con vidrio translúcido, reemplazar la deteriorada plaza de travertino que conecta las dos torres y cambiarla por piedras con mayor precisión histórica.